# Haplothysanus lissonotus
Haplothysanus lissonotus är en mångfotingart som beskrevs av Carl Graf Attems 1953. Haplothysanus lissonotus ingår i släktet Haplothysanus och familjen Odontopygidae. Inga underarter finns listade i Catalogue of Life.